# Transquadra
Transquadra est la seule course transatlantique en solo et en double pour les amateurs de plus de 40 ans. 

## Histoire et organisation
La Transquadra est une course transatlantique qui se déroule tous les trois ans depuis 1993,.
La course se déroule en deux étapes.  La première étape consiste à rejoindre Madère. Pour l'édition 2021, cette étape à  deux ports de départs, Marseille et Lorient. La seconde étape, entre Madère et le Marin en Martinique.
L'organisation sportive est réalisée par le Club Nautique d'Hoëdic
En plus d'être réservée aux marins amateurs de plus de 40 ans, elle fixe des quotas en terme d'engagés : au moins deux tiers de ceux-ci doivent être des débutants sur l'épreuve, et le maximum de non débutants est limité à un maximum d'un tiers.
Les bateaux engagés sont des bateaux de croisière rapide mesurant entre 9,50 et 11 m environ. 
L'édition 2021 compte 84, 18 partant depuis Marseille et 66 de Lorient. Le nombre de concurrents est de 147, dont cinq femmes.

## Classements
| Édition | Départ                  | Étape                | Arrivée               | Nombre de bateaux | Nombre de bateaux |
| Édition | Départ                  | Étape                | Arrivée               | Solitaires        | Doubles           |
| ------- | ----------------------- | -------------------- | --------------------- | ----------------- | ----------------- |
| 1993    |                         |                      |                       | 18                |                   |
| 1996    |                         |                      |                       | 24                |                   |
| 1999    | Nantes, Pornic          | Porto-Santo (Madère) | Le Marin (Martinique) | 25                | 17                |
| 2002    | Nantes, Saint-Nazaire   | Porto Santo (Madère) | Le Marin (Martinique) | 18                | 28                |
| 2005    | Saint-Nazaire           | Porto Santo (Madère) | Le Marin (Martinique) | 23                | 61                |
| 2008    | St Nazaire              | Porto Santo (Madère) | Le Marin (Martinique) | 24                | 79                |
| 2011    | Barcelone ou St Nazaire | Porto Santo (Madère) | Le Marin (Martinique) | 4 et 25           | 22 et 52          |
| 2014    | Barcelone ou St Nazaire | Porto Santo (Madère) | Le Marin (Martinique) | 5 et 11           | 13 et 60          |
| 2017    | Barcelone ou Lorient    | Porto Santo (Madère) | Le Marin (Martinique) | 3 et 22           | 11 et 54          |